# Rudnea-Levkivska, Ivankiv
Rudnea-Levkivska (în ucraineană Рудня-Левківська) este un sat în comuna Dîmarka din raionul Ivankiv, regiunea Kiev, Ucraina.

## Demografie
Componența lingvistică a localității Rudnea-Levkivska
     Ucraineană (97,96%)
     Rusă (2,04%)
Conform recensământului din 2001, majoritatea populației localității Rudnea-Levkivska era vorbitoare de ucraineană (97,96%), existând în minoritate și vorbitori de rusă (2,04%).